# Vulcano somma

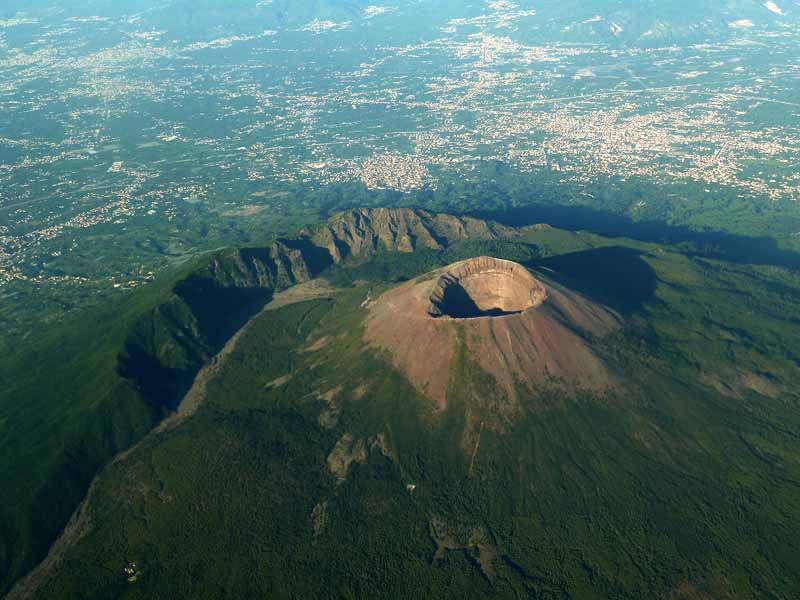
Cratere del Vesuvio all'interno del Somma.

Un vulcano somma (anche conosciuto semplicemente come somma) è una caldera vulcanica, che è stata parzialmente riempita da un altro cono vulcanico posto esattamente al centro di questa. Il nome deriva dal Monte Somma, lo stratovulcano che affianca il Vesuvio a Napoli, che ha proprio questa caratteristica.
In tutto il mondo sono presenti migliaia di esempi; qui di seguito quelli dei vulcani più importanti:
- Cosigüina, (Chinandega, Nicaragua)
- Aira Caldera, (Kyūshū, Giappone)
- Ėbeko, (Paramušir, Isole Curili, Russia)
- Medvežij (Iturup, Isole Curili, Russia)
- Mil'na (Simušir, Isole Curili, Russia)
- Teide, Tenerife, (Isole Canarie, Spagna)
- Tjatja, (Kunašir, Isole Curili, Russia)
- Uratman, (Simušir, Isole Curili, Russia)
- Vesuvio, (Napoli, Italia)